# Crowbar
Crowbar é uma banda de sludge metal formada em New Orleans, Estados Unidos, em 1990.
Seu último álbum foi produzido pelo ex-baixista da banda Pantera, Rex Brown.

## Formação
- Kirk Windstein – vocal, guitarra
- Tommy Buckley – bateria
- Matt Brunson – guitarra
- Todd Strange – baixo

## Discografia
- Obedience thru Suffering (1991)
- Crowbar (1993)
- Time Heals Nothing (1995)
- Broken Glass (1996)
- Odd Fellows Rest (1998)
- Equilibrium (2000)
- Sonic Excess in its Purest Form (2001)
- Lifesblood for the Downtrodden (2005)
- Sever the Wicked Hand (2011)
- Symmetry in Black (2014)
- The Serpent Only Lies (2016)